# Обрезка розовых кустов
«Обрезка розовых кустов» (англ. Rosebush Pruning) — предстоящая драма режиссёра Карима Аинуза. Главные роли в фильме исполнили Райли Кио, Каллум Тёрнер и Эль Фэннинг. Ремейк дебютного фильма Марко Беллоккьо «Кулаки в кармане» 1965 года.

## Сюжет
Главный герой, страдающий эпилептическими припадками, замышляет убийство своей семьи.

## В ролях
- Райли Кио
- Каллум Тёрнер
- Эль Фэннинг
- Джейми Белл
- Лукас Гейдж
- Трейси Леттс
- Елена Анайя
- Памела Андерсон

## Производство
Фильм снят компанией The Apartment Pictures совместно с The Match Factory, Mubi, Kavac Film и Rai Cinema, режиссёром стал Карим Аинуз. Автором сценария стал Эфтимис Филиппу. Ремейк дебютного фильма Марко Беллоккьо «Кулаки в кармане».
Кирстен Стюарт, Джош О’Коннор и Эль Фэннинг присоединились к актёрскому составу фильма в мае 2023 года. В сентябре 2024 года стало известно, что Райли Кио и Каллум Тёрнер заменили Стюарт и О’Коннора из-за конфликтов в графике съёмок. Также к актёрскому составу присоединились Джейми Белл, Лукас Гейдж, Трейси Леттс, Елена Анайя и Памела Андерсон.
Основные съёмки начались в Испании в сентябре 2024 года.